# Osi de Còrdova
Hosi (Hosius,  Ὅσιος) també Osi (Osius) o Hosi de Còrdova (Còrdova, 256 - 357) fou un bisbe hispà, Pare de l'Església i conseller de l'emperador Constantí I. És venerat com a sant per certes confessions cristianes.

## Biografia
Era membre d'una important família hispanoromana. Va ser nomenat bisbe de Còrdova vers l'any 296. Durant la persecució de Dioclecià i Maximià, en no voler abjurar de la seva fe, fou condemnat a l'exili.
Va assistir al concili d'Iliberi prop de la moderna Granada i el seu nom apareix a les actes del concili, que es va fer vers vers el 300 o 305.. Conegut per la seva prudència i habilitat política, va acompanyar Constantí I el Gran a Milà el 313, aconsellant-lo i contribuint a donar forma a l'Edicte de Milà, que permetia el cristianisme. El mateix any va intervenir en la distribució de diners imperials per les esglésies d'Àfrica i fou acusat pels donatistes d'ajudar a Cecilià en la persecució de la secta i d'incitar a l'emperador a la seva persecució. Es diu que fou condemnat per un sínode de bisbes d'Hispània per càrrecs no esmentats, però que fou absolt pels bisbes de la Gàl·lia
La relació amb Constantí sempre va ésser bona, i possiblement, el catequitzà i l'induí a fer-se cristià. Va combatre activament l'arrianisme, que negava la naturalesa divina de Crist, que començava a estendre's a l'Imperi. Fou enviat per l'emperador a Alexandria, on havia arribat l'heretgia, per deturar-ne la predicació i solucionar el conflicte entre Arri i l'ortodox Atanasi d'Alexandria, però va aconseguir-ho. Arran d'això es convocà el concili de Nicea de 325, que Osi va presidir i on advocà decididament per l'homooúsios i redactà el Symbolus fidei o Credo.
Després d'aquest concili no és esmentat fins al concili de Sàrdica del 343, que va presidir. Pot considerar-se com l'autor de la major part dels cànons d'aquest concili, on s'establí una organització eclesiàstica per combatre l'arrianisme. A Hispània, reuní el sínode provincial per posar en vigor les decisions de Sàrdica.

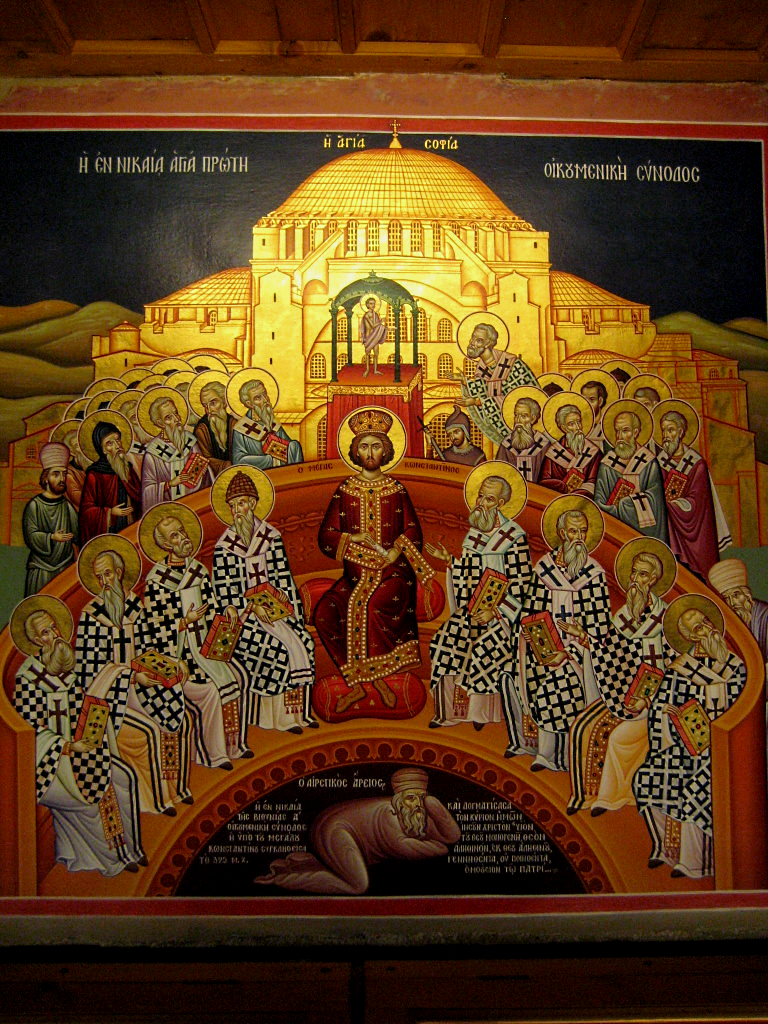
Fresc amb el Concili de Nicea (Gran Monestir de Meteora, Grècia).

Defensor d'Atanasi d'Alexandria i de les llibertats de l'Església, tingué dificultats greus amb els successors immediats de Constantí I: El 355 l'emperador Constanci II l'obligà a acceptar doctrines arrianes, però Osi, en una carta, s'hi negà: és el primer text conservat que mostra un conflicte entre les autoritats eclesiàstica i civil, i la seva única obra conservada. Constanci s'enutjà i el convocà a comparèixer davant un sínode de bisbes arrians, on fou jutjat i torturat. Constanci el va enviar a Milà (355) però després li va permetre retornar (356) i el va enviar al concili de Sírmium on va romandre un any en un virtual exili. Pogué tornar a Còrdova i, desfet pels sofriments i per l'edat (tenia ja cent anys), subscriví la segona fórmula arriana de Sírmium, tot i que, segons Atanasi, se'n retractà. Les darreres notícies són del 357 i va morir poc després sobtadament, abans del 359.